# Râul Corhana
Râul Corhana ist ein kleiner Nebenfluss des Flusses Crișul Negru.

## Geographie

### Verlauf
Râul Corhana entspringt vom kleinen Fluss Râul Canalis und fließt Richtung Süden, wo der Fluss sich dann Richtung Grenze neigt. Nach einiger Zeit entsteht eine Abzweigung des Râul Corhana und diese fließt (bei 46°52'09.9"N 21°36'14.1"E) nach Ungarn zur Stadt Geszt. Nach der Abzweigung bahnt sich Râul Corhana bis nach Salonta, wo der Fluss auf den anderen Fluss Culișer trifft und (bei 46°48'45.4"N 21°36'12.6"E) zusammenfließt. Danach fließt Corhana weiter zur Gemeinde Avram Iancu, wo er in den Fluss Crișul Negru mündet.

### Brücken
| Ort:                 | Koordinaten:              | Bemerkung:                |
| -------------------- | ------------------------- | ------------------------- |
| Gemeinde Cefa        | 46°53'30.9"N 21°38'58.5"E | Trampelpfadbrücke         |
| Gemeinde Mădăras     | 46°53'16.3"N 21°39'25.9"E | Trampelpfadbrücke         |
| Gemeinde Cefa        | 46°53'20.9"N 21°40'12.3"E | Trampelpfadbrücke         |
| Gemeinde Mădăras     | 46°52'44.5"N 21°39'13.0"E | Trampelpfadbrücke         |
| Gemeinde Mădăras     | 46°52'54.9"N 21°38'28.4"E | Trampelpfadbrücke         |
| Gemeinde Mădăras     | 46°52'46.0"N 21°38'40.9"E | Trampelpfadbrücke         |
| Mărțihaz             | 46°52'34.0"N 21°39'16.3"E | Trampelpfadbrücke         |
| Gemeinde Mădăras     | 46°52'33.1"N 21°38'02.1"E | Trampelpfadbrücke         |
| Gemeinde Mădăras     | 46°52'24.9"N 21°37'20.0"E | Trampelpfadbrücke         |
| Gemeinde Mădăras     | 46°52'09.3"N 21°36'13.5"E | Erdbrücke nahe der Grenze |
| Geszt                | 46°52'29.3"N 21°35'19.7"E | Trampelpfadbrücke         |
| Geszt                | 46°52'32.0"N 21°34'21.4"E | Trampelpfadbrücke         |
| Geszt/Mezőgyán       | 46°52'31.8"N 21°32'36.3"E | Trampelpfadbrücke         |
| Mărțihaz             | 46°52'17.4"N 21°38'52.9"E | Wichtige Brücke           |
| Gemeinde Mădăras     | 46°51'52.2"N 21°40'01.7"E | Erdbrücke                 |
| Gemeinde Mădăras     | 46°51'29.8"N 21°39'02.9"E | Wichtige Brücke           |
| Gemeinde Mădăras     | 46°51'15.2"N 21°39'42.3"E | Trampelpfadbrücke         |
| Gemeinde Salonta     | 46°49'39.4"N 21°37'32.6"E | Wichtige Brücke           |
| Gemeinde Salonta     | 46°48'32.7"N 21°36'02.5"E | Wichtige Brücke           |
| Gemeinde Salonta     | 46°47'16.0"N 21°34'57.6"E | Zugbrücke                 |
| Gemeinde Salonta     | 46°47'06.5"N 21°34'53.6"E | Fußgängerbrücke           |
| Gemeinde Salonta     | 46°45'50.7"N 21°34'20.9"E | Trampelpfadbrücke         |
| Gemeinde Ciumeghiu   | 46°43'56.5"N 21°33'00.1"E | Trampelpfadbrücke         |
| Gemeinde Avram Iancu | 46°42'41.5"N 21°32'30.0"E | Trampelpfadbrücke         |
| Gemeinde Avram Iancu | 46°41'12.0"N 21°30'59.5"E | Trampelpfadbrücke         |
| Gemeinde Avram Iancu | 46°40'25.1"N 21°28'02.2"E | Trampelpfadbrücke         |
| Gemeinde Avram Iancu | 46°40'10.2"N 21°27'26.4"E | Trampelpfadbrücke         |
| Gemeinde Avram Iancu | 46°40'07.4"N 21°27'46.8"E | Wichtige Brücke           |
| Gemeinde Avram Iancu | 46°40'05.9"N 21°27'44.7"E | Wichtige Brücke           |